# Noctiluca scintillans

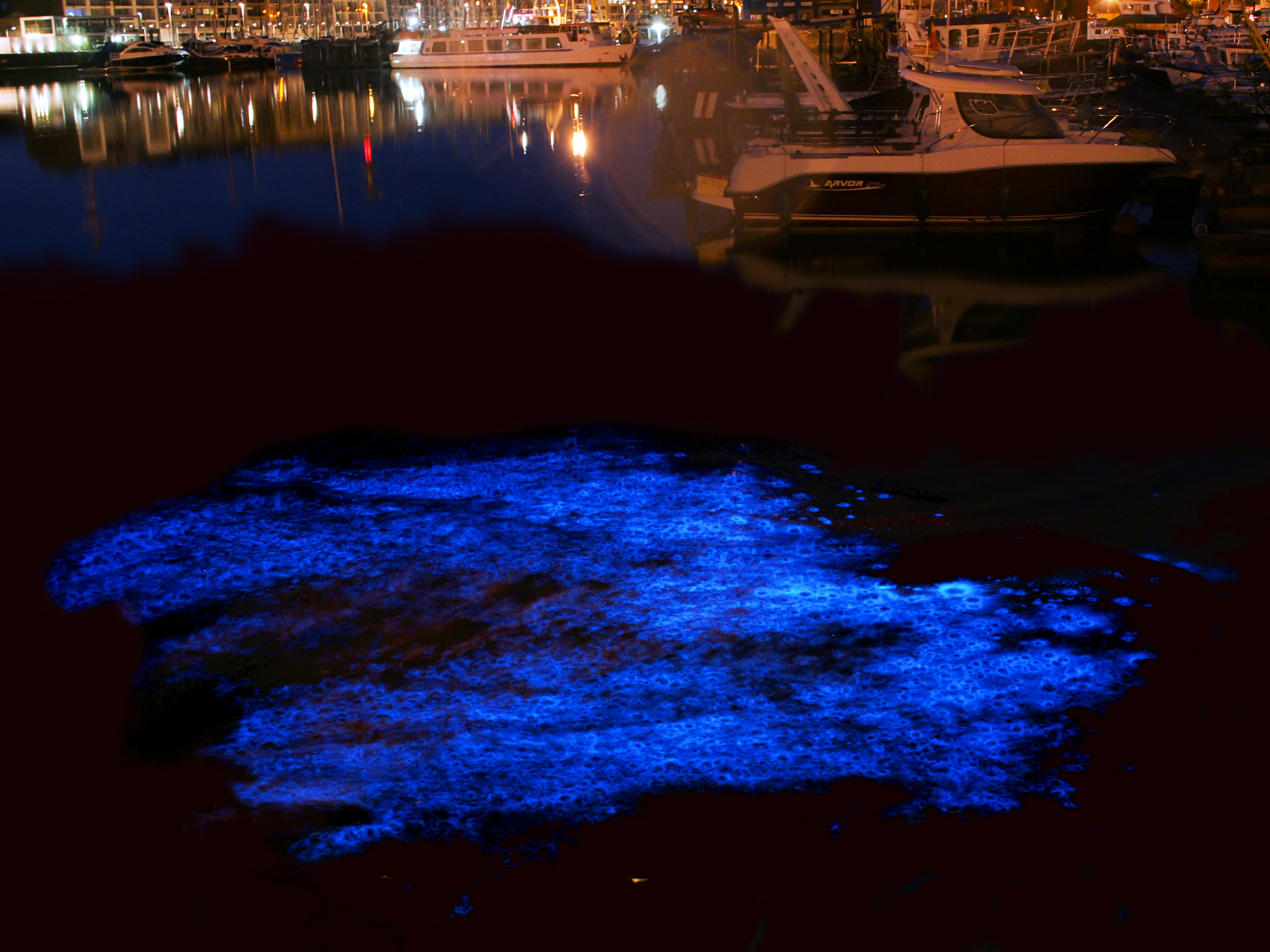
Phát quang sinh học của noctiluca scintillans ở cảng du thuyền Zeebrugge

Noctiluca scintillans là một loài tảo giáp sinh sống tự do ở biển có khả năng phát quang sinh học. Đặc điểm phát quang sinh học của loài tảo này được tạo ra bởi một hệ thống luciferin-luciferase nằm ở trong hàng ngàn bào quan có hình cầu nằm ở khắp tế bào chất của sinh vật nguyên sinh đơn bào. 
Sự tập trung cao của nguồn thức ăn của loài tảo này sinh vật phù du có khả năng dẫn đến từ các điều kiện môi trường như hỗn hợp vùng nước giàu dinh dưỡng và các yếu tố lưu thông theo mùa liên quan đến bùng nổ số lượng N. scintillans, được gọi là "thủy triều đỏ" với màu nước đỏ như máu.
Loài tảo này không sinh độc tố, nên không có nguy cơ gây ngộ độc cho người hay thủy sản. Nhưng chúng có khả năng tích tụ ammoniac với hàm lượng cao rồi giải phóng vào môi trường nước. Mật độ cao của chúng còn gây tình trạng cạn kiệt oxy trong vực nước, từ đó có thể gây chết thủy sản.

## Hình ảnh

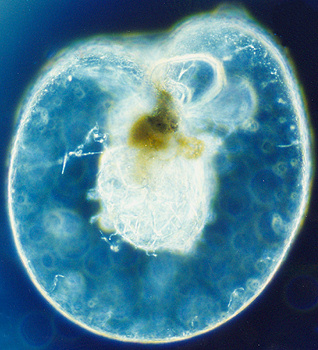
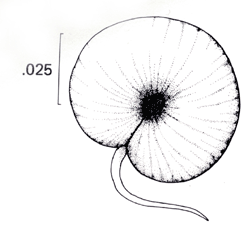